# آستیگماتیسم
آستیگماتیسم یا کژبینی (به انگلیسی: Astigmatism) یکی از شایع‌ترین مشکلات اپتیکی چشم است، و معمولاً علت آن نامنظمی شکل و انحنای قرنیه یا عدسی است. گاهی نیز علت آن نامنظمی شکل و انحنای لنز که در پشت عنبیه قرار دارد.
آستیگماتیسم حالتی است که چند تا از دیوپترهای چشم کرویت، خود را از دست داده‌است.
اگر چشم را به عنوان یک عدسی کروی در نظر بگیریم. هرگاه این عدسی از حالت کروی خارج شود و به سمت حالت بیضوی برود (شبیه خربزه). در این صورت دارای دو کانون خطی به جای یک کانون نقطه‌ایی خواهد بود. در نتیجه تصاویر به دلیل انکسار نامساوی در قسمت‌های مختلف قرنیه کاملاً بر روی شبکیه متمرکز نمی‌شوند و تصاویر چه دور و چه نزدیک تار می‌شوند؛ بنابراین افرادیکه دچار درجات بالایی از آستیگماتیسم هستند نه تنها همانند افراد نزدیک‌بین اشیای دور را تار می‌بینند، بلکه اشیای نزدیک را هم تار می‌بینند. افراد آستیگمات گاهی نورهای اضافی در مسیر دید خود می‌بینند.

## انواع آستیگماتیسم
در عمل چشم‌های آستیگمات به سه شکل خود را بروز می‌دهند:
- آستیگماتیسم ساده
- آستیگماتیسم مرکب
- آستیگماتیسم مخلوط[۳]

در تقسیم‌بندی که بر مبنای محور دو خط کانونی انجام می‌شود:
- آستیگماتیسم منظم
- آستیگماتیسم غیر منظم

## اصلاح آستیگماتیسم
درکل برای اصلاح باید عدم یکنواختی انحنای قرنیه یا عدسی را جبران کرد. برای اصلاح آستیگماتیسم، باید نقش عدسی استوانه‌ای غیرطبیعی ایجاد شده در چشم را از بین ببریم. این کار با اضافه کردن یک عدسی استوانه‌ای برعکس و جمع توان‌های آنها عملی خواهد بود؛ مثلاً اگر چشم در یک محور یک دیوپتر نزدیک بینی دارد یا یک عدسی محدب یک دیوپتر مثبت در همان محور یا یک عدسی مقعر یک دیوپتر منفی در محور عمود بر آن بر روی چشم قرار می‌دهیم. اصلاح دید در آستیگماتیسم‌های غیر منظم دشوار و نیازمند عدسی‌های پیچیده‌است.

## شیوع
بر اساس یک پژوهش در آمریکا، از هر ۱۰ کودک در سنین ۵ تا ۱۷ سالگی، ۳ کودک مبتلا به آستیگماتیسم هستند. در بنگلادش ۳۲٫۴٪ افراد بالای سی سال مبتلا به این بیماری هستند.
به‌طور کلی، پژوهش‌ها نشان داده‌اند که درجهٔ شیوع آستیگماتیسم با افزایش سن، رابطهٔ مستقیم دارد.